# Alíz Derekas
| Entdeckte Asteroiden: 3               | Entdeckte Asteroiden: 3 | Entdeckte Asteroiden: 3 |
| ------------------------------------- | ----------------------- | ----------------------- |
| Nummer und Name                       | Entdeckungsdatum        |                         |
| (82092) Kalocsa                       | 27. Februar 2001        |                         |
| (139028) Haynald                      | 28. Februar 2001        |                         |
| (178796) Posztoczky                   | 27. Februar 2001        |                         |
| alle zusammen mit Krisztián Sárneczky |                         |                         |

Alíz Derekas (* 3. August 1977 in  Kalocsa) ist eine ungarische Astronomin und Asteroidenentdeckerin.
Sie arbeitet als Forscherin an der Universität Sydney auf dem Gebiet der Veränderlichen Sterne. Während ihres Studiums der Astronomie entdeckte sie im Jahre 2001 zusammen mit ihrem Kollegen Krisztián Sárneczky insgesamt 3 Asteroiden.